# カシュルート
カシュルート（ヘブライ語: כַּשְׁרוּת）とは、ユダヤ教の食物の清浄規定のことで、ユダヤの律法に即したと認定を受けた食べ物のこと。由来は、ヘブライ語で「カシェルな状態」を示す女性名詞。
カシェル又はコーシャー（ヘブライ語: כָּשֵׁר）、コシェル（イディッシュ語: כּשר）  は「相応しい状態」を示す形容詞で、ユダヤ教戒律に適合したものであることを示す。食物に関してカシェルと言えば、食物の清浄規定（カシュルート）に適合した食べてよい食物（適正食品）のことを指す。「イーシュ・カシェル」といえば、律法にかなって非の打ち所がない人物のことを指す。ユダヤの律法に即した食べ物を「コーシャー」と呼ぶように、通話機能のみついた携帯電話にも「コーシャー・フォン」承認マークが貼られている。

## 発音
「コシェル」は、ヘブライ文字のアシュケナジ系ユダヤ人によるイディシュ語式発音に基づいた日本語表記である。アメリカ合衆国のユダヤ人による英語表記・発音に基づき「コーシャ」と表記されることもあるが、正式なヘブライ語の発音に基づくものではない。ヘブライ語では元々「כשר」と綴る。アシュケナジ系ユダヤ人も、スファラディ系ユダヤ人も語末の文字「ר（レーシュ）」の発音は強いので、「コーシャ」のような発音はせず、日本語のカタカナ表記は「コシェル」または「カシェル」が妥当である。とはいえ、日本でユダヤ教首席ラビが代表を務め、カシュルート認定を行なう企業は「コーシャ（KOSHER）ジャパン」を社名としている。

## 起源
『創世記』第7章、第8章にあるように、イスラエルには古来から「清い動物」と「清くない動物」の観念があり (7:2, 7:8)、ノアは「清い動物」を神にささげている (8:20)。「清い動物」という概念は「神に捧げるのにふさわしい動物」という概念と関係して用いられている。また、神が「清い動物」「清くない動物」と説明抜きに言い、ノアがそれで理解できていることから、この区別は少なくともある程度までは、ヘブライ聖書以前から存在している文化的観念であった。高等批判的に言えば、創世記が書かれた時点では既に、想定する読者にとって「清い動物」「清くない動物」の意味は説明不要だった。その意味においては、神によって命じられたというのは、むしろ後づけの説明である。もちろん、「ノアは無垢な人だったので、神が清い動物と言ったときその意味をおのずから理解したのだ」などと考えることも可能である。
一方、神はノアに対して「清い動物を7つがいずつ、清くない動物を1つがいずつ」生き延びさせるよう命じており、この区別は単に人間が神へのささげ物に対して抱いていただけでなく、神によっても価値的に是認されていると考えられていた。神は「清くない動物」を滅ぼそうとはせず、明示的に生き延びさせようとしているが、「清い動物」をより優遇した。「神に捧げるのにふさわしい」と考えられ、神からもより良いとされていると考えられる動物を食物とすること、神に捧げるのにふさわしくない「不浄な」動物を自分も避けて食べないようにすることは、神によって是認されたと考えられる清らかさに従うことであり、観念的には神に従うことや正しく生きて神に近付こうとする努力の一つである。
バビロン捕囚により神殿崩壊と祖国喪失の原因が神に対する自分達の背信行為にあるという確信が強まり、律法（トーラー）に則った儀式、食物規定、日常生活の倫理が励行されたという考え方がある。しかし、カシュルートは出エジプト以来のことが描かれるトーラーに基礎がある。
実際、『創世記』第9章では神はノアとその子どもたちに「動いている命あるものと植物は、すべて食物にするがよい」と言っており、レビ記の制限よりはるかに緩やかだ。創世記では「清い家畜」「清くない家畜」といった区別があり、神へのささげ物は「清い家畜」「清い鳥」であったが、神の側からは「清い動物だけ食べよ」とは言っていない。
4～5世紀に編纂された『タルムード』で、食生活に関する神の掟（ハラーハー）も確立した。
カシュルートの重要な目的の一つは、ユダヤ法（ハラーハー）に照らして適合した清浄な食物を明確にし、そのために調理法や、食品ならびに調理用什器の選定と管理に至るまで規範を示し、食物や調理、食事そのものを聖化することである。そして、これに適合した清浄な食物や料理が、一般に、カシェル（またはコシェル）と呼ばれる。

## 「カシェル」であるための条件
『レビ記』第11章によれば、
1. 4つ足の獣のうち蹄が全く分かれ、反芻をするものは食べてもよい。この2つの条件を満たしていない草食動物（ラクダ、イワダヌキ、ウサギ、ブタ）はカシェルではない不浄な生き物である。ラクダは生物学的には蹄が分かれ、反芻をするが、外見上蹄が毛に覆われて分かれているように見えないためカシェルから外されている。
2. 海や川・湖に住む生き物で、ヒレと鱗のあるものは食べてもよい。エビやカニなどの甲殻類、貝類、タコ、イカなどは食べられないことになる。また、鱗が目立たないウナギも食べられないとされている。
3. 鳥の中で食べてはいけないものは、猛禽類（鷲、クマタカ、鳶、ハヤブサ、鷹など）とカラス、ダチョウ、フクロウ、カモメ、ハクチョウなどである。
4. 昆虫の中で食べてよいものは、イナゴ・バッタなどのごく一部のみで、ほとんどの昆虫は食べることができない。一般的な解釈ではバッタ類は基本的に食べてよい。しかし、バッタ類のうち特定の4つの種だけを食べてよいとする解釈もある。（詳細はレビ記の4種類の昆虫）
現実的には、昆虫食の制限より、料理や飲み物に昆虫が混入していないか（例えば野菜料理）がカシールを保つ上で大きな問題となる。
ハチはカシェルではないが、純粋な蜂蜜はカシェルと解される。
カシェルとされる動物は、カシェルでない昆虫を餌にするとしてもカシェル。

『レビ記』第17章や『出エジプト記』第22章によれば、
1. 「野外で獣に裂き殺された動物の肉」
2. 「自然に死んだ動物の肉」

を食べることも禁じられ、あるいは好ましくないとされる。また狩人が殺したものも「カシェル」ではない。食べてよい動物でも、一定の仕方で屠殺・食肉処理しないとカシェルにならない(シェヒーター)。
『レビ記』第17章や『創世記』第9章などでは、血を食べることが厳重に禁止されている。食べてよい動物でも、血抜きをしないとカシェルにならない。
このほかにも、調理法や調理場所などについて、いくつかの制限がある。その代表的なものとして、肉と乳製品の混食禁止がある。
『出エジプト記』23章19節「子やぎをその母の乳で煮てはならない」から、肉類と乳製品を一緒に食すること、また同種の産物を使った食事(鶏卵と鶏肉を使った親子丼等)を禁じられている。
具体的には、一回の食事に両種の食品を同時に食すことはもとより、調理器具や食器、さらには貯蔵場所の混用も禁忌とされる。厳格なユダヤ教徒は、肉類用と乳製品用の食器を別々に揃え、しばしばキッチンも別にしている場合もある。また、肉製品を食した後は1～6時間の間隔を置かなければ乳製品を口にしない。
イスラム教と異なりユダヤ教では酒は禁忌でなく、安息日に飲まれるワインは特にカシュルートの重要な対象である。

### レビ記の4種類の昆虫
この節ではレビ記で「食べてよい」とされている昆虫について扱う。
原文の大意は「羽があり4足で動き群れるもの（昆虫）は不浄だが、足の上に接続した脚があり地面を跳ねるものは食べてよい。つまりアルベ、サルアム、ハルゴル、ハガブは食べてよい」である。前半は跳躍するバッタ目の昆虫を指していると考えられる。現代の解釈では昆虫は6本足だが、4本の足と2本の手（または「足」以外の何か）と考えたのだろう。「足の上に接続した脚があり」は「折れ曲がる長い足があり」と理解できるが、Nevoは「4足で歩き、その上さらに、地面を跳ねるための（2本の）脚がある」と解釈するべきだとしている (Locusts as Food)。
後半は例示とも読めるが、4種類を限定しているとも読める。例示とすれば、基本的にバッタ目の昆虫は全てカシェルである。David Guzikの注解では「locust（イナゴ）、cricket（コオロギ）、grasshopper（バッタ）などはカシェルである」と広義に取っている。イスラエルの文献でも、例えばAzureに「あらゆる種類のイナゴ・バッタなどは食べて良い」という記事がある（ただし英訳聖書の影響を受けているようである）。International Standard Bible Encyclopedia (ISBE)も、基本的にはバッタ目全体は食べてよいという解釈をしている。実際、英語訳では一般にcricketやgrasshopper（コオロギ、バッタなど）を含めているし、欽定訳聖書ではbeetle（甲虫類）まで含めており（これはさすがに広過ぎる解釈であろう）、現代で言うバッタ科よりかなり広い範囲と了解されていた。
一方、Nevoによれば英訳聖書は混乱の原因であり、本来はバッタ目の多数の種のなかで特定の4種類だけが食べてよいものと理解されていたという。その根拠として彼は、タルムードで「不浄なバッタは800種類」と述べられている、としている。つまり、バッタ目のほとんども食べてはいけないのだという。Lisë Sternのガイド How to Keep Kosher では、古代ヘブライ語の昆虫名の正確な意味は不明なのですべての昆虫は食べないほうが良いとしつつ、「ただしどの昆虫がカシェルであるか習慣が確立しているなら、それに従う」としている。つまり、基本的には、カシェルなのは特定の4種類のみという立場である。
このように、4種類は限定なのか例示なのかについて（言い換えれば、どの昆虫がカシェルであるかについて）、ユダヤ教徒の間にも解釈に揺れがある。昆虫食自体が現在では一部地域を除いてあまり一般的でないため、この解釈（バッタ類のどの種がカシェルでどの種がそうでないか決定すること）は必ずしも日常的に切実な問題ではない。
4種類の名称はヘブライ語の古語で、確実な同定はできない。4つの名称が異なる昆虫を指すのかすら分からないし（同一種の相変異を呼び分ける語かもしれない）、仮に同定できても、地中海東岸地方の昆虫であるため和名があるかも不明である。
アルベ
一番目のアルベ （ヘブライ語: אַרְבֶּה, ラテン文字転写: arbeh）は旧約聖書全体で24回も言及されており、災厄（蝗害）をもたらすという記述から、いわゆる「バッタの大群」を作る昆虫で、当時、その地方においてごくありふれていたものに違いない。バッタ科のうち、移動相を持つ種か、またはその種が移動相にある状態を指すと考えられる。七十人訳聖書では「羽のないバッタ」と理解され、羽の有無（または長短）を分類基準としていたふしもある。Nevoはこれをバッタ科のサバクトビバッタ（Schistocerca gregaria Forsskål, 1775; 英 Desert locust）でまず間違いないとしている。Aharoniも同意見のようだ。
日本語では、新共同訳、新改訳が「いなご」、口語訳が「移住いなご」である。（なお、いなご（Catantopidae科）は大群となって蝗害を起こす事は無く、正確に訳せばバッタ科のバッタである。）
サルアム
二番目のサルアム (סָּלְעָם) は、英語ではしばしば「bald locust」と訳される。ISBEによると、タルムードで「滑らかな頭を持っている」とされていたため、そう訳されたのだという。ISBEは漠然と genus Tryxalis (T. unguiculata or T. nasuta) と同定している。
日本語では、新共同訳が「羽ながいなご」、新改訳が「毛のないいなご」、口語訳が「遍歴いなご」である。新改訳は英語訳と同等で、baldを「はげ頭」のように理解したのだろう。
ハルゴル
三番目のハルゴル (חַרְגֹּל) は英訳ではコオロギだが、アラビア語の「ハルジャル」（バッタの群れ）との関係から、やはりバッタ・イナゴの一種と見られる。
日本語では、新共同訳、口語訳が「大いなご」、新改訳が「こおろぎ」である。
ハガブ
四番目のハガブ (חָגָב) もバッタまたはイナゴの類とされる。
日本語では、新共同訳、口語訳が「小いなご」、新改訳が「ばった」である。

## ユダヤ人社会、非ユダヤ人社会との関係

### 改革派
改革派では、ピッツバーグ綱領 (Pittsburgh Platform)（1885年）において、カシェルの廃止を決定した。

### 食品表示

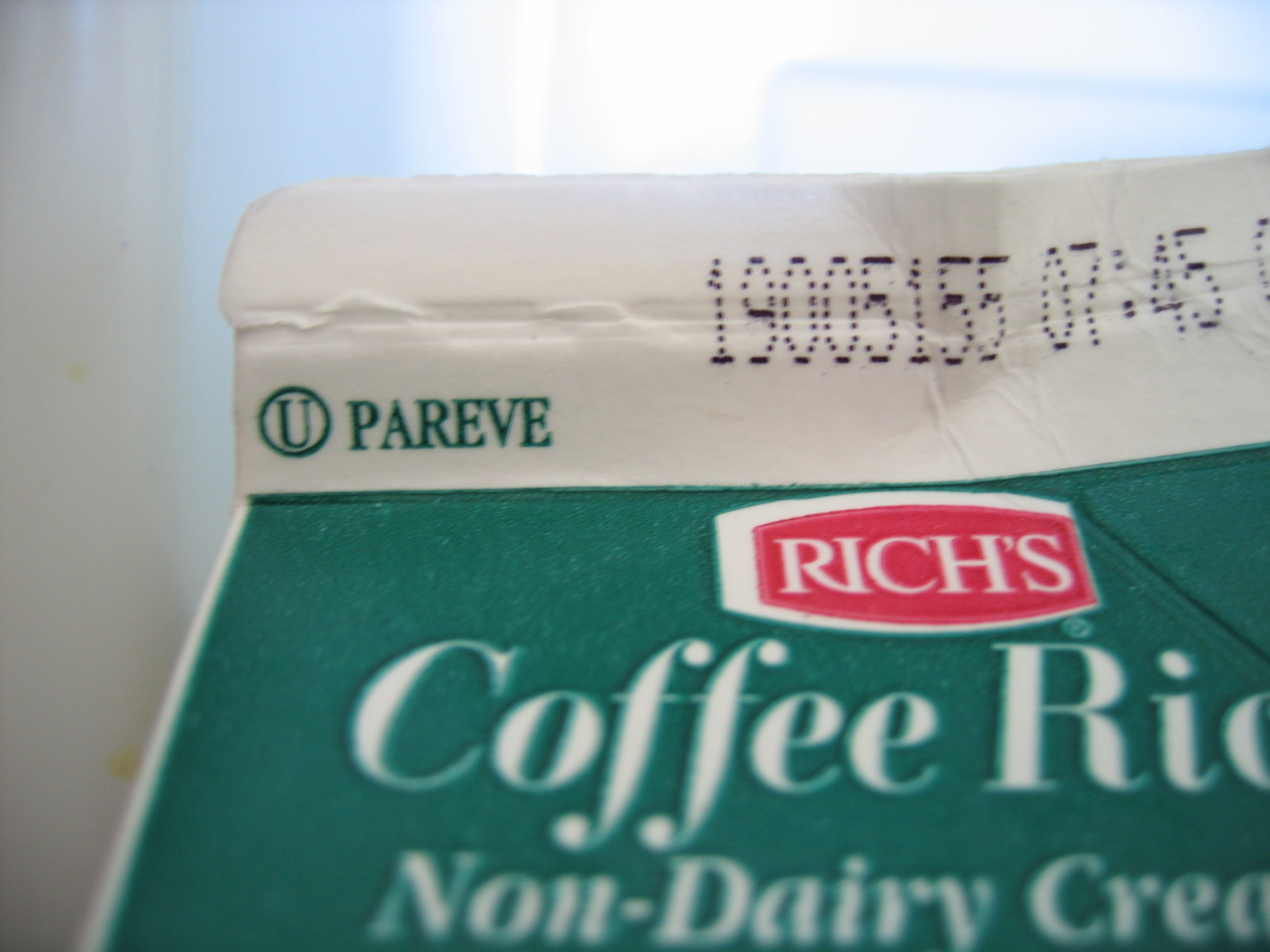
「U、パレヴェ」の表示

イスラエルにおいてはכשר、欧米では「K」「U」「V」といった印の入っているものがカシェル食品の印である。レストランなどに置いてあることが多い。
日本では 初めて活動したのは OK Kosher Certification である。現在でも、多くの伝統的日本食品や食品の原材料を約200社以上を認証している。OU Kosher でも、日本の食品製造会社を認証している。
コーシャジャパン株式会社は、日本にいる1人のラビが極めて厳格な審査ならびに抜き打ち検査のもとにカシェル食品の認定を提供している。その対象は日本酒、焼酎、日本茶、味噌、醤油、練り胡麻、米菓、ファラフェルなど多岐にわたっている。同社は2021年、東京都内にカシュルートに対応したホテルを開設した。
世界の認証団体の日本代理店も活動している。日本から飲食品を輸出する場合、ユダヤ教徒への販売のみを想定していなくても、アメリカ合衆国のスーパーマーケットに並ぶ食品の半分以上がカシュルート認証を受けており、原材料や生産工程の管理が行き届いているとみなされることが多いため、日本酒の蔵元などによる認証取得が増えつつある。
カシェル・マーク  

### イスラエル
イスラエルにおける飲食店や食料を販売する商店は、原則としてカシェルの食品を利用し販売している。さらに、日本において有名な醤油など日本食で用いられる食材であってもヘブライ語で記載されたイスラエル向けに輸出される製品は、原則としてカシェルとして認証を受けた商品が多い。ただし、イスラエル国内には、ユダヤ教徒だけではなくイスラーム教徒やキリスト教徒のアラブ系イスラエル人も居住しているため、カシェルではない食品もある。

### カシェルを実践する方法
- Guide to keeping kosher
- Reliable Kosher Symbols

### シェヒーター
- Shehitah- The Laws
- Controversy over recent PETA complaint
- Studies on pain during slaughter
- Conservative Judaism viewpoints on which methods should be considered kosher
- What limit religious freedom? The ban on kosher meat in Switzerland
- Proposed British ban on kosher and halal meat
- Campaign against all ritual slaughter
- Procedures and equipment designed for humane ritual slaughter by Prof. Temple Grandin, a world renowned professional designer of humane livestock facilities.

### その他
- KIR Worldwide Kosher Certification
- Kosher.com
- The Torah and vegetarianism
- ユダヤ教の食事規定「コーシェル」（株式会社ミルトス）